# フォルクスワーゲン・IRVW
IRVWはフォルクスワーゲンが制作した実験車両である。
車両名は「総合実験・フォルクスワーゲン」（Integrated Research Volkswagen ）に由来している。

## IRVW-1
1970年にアメリカ合衆国の交通省が各メーカーに対してした安全実験車（ESV）試作提案に呼応して製作されたもので、安全性向上と排気ガス低減を目的としていた。ベースはフォルクスワーゲン・ゴルフで、ディーゼルエンジンにターボチャージャーを装着したもの。安全面では安全実験車両ESVW、ESVW-2で得られた結果を生かし、65km/hの正面衝突でも乗員の生命を守れる能力が与えられた。重量は市販型ゴルフ・ディーゼルの75kg増しに留められている。

## IRVW-3
1983年に2代目フォルクスワーゲン・ジェッタをベースに製作された。通常市販型1.8リットルの水冷直列4気筒90PSエンジンに過給圧1.7バールの機械式スーパーチャージャーを組み込んで180PS/5,500rpmにチューンされている。これは限界性能を向上させるためではなく、燃費や静粛性の向上が主目的である。そのためギア比の高いトランスミッションとの組み合わせで常用回転域を低回転としており、ターボチャージャーより反応が早く低速域からトルクが厚くなる機械式スーパーチャージャーを採用したのもこれが理由である。しかしこれにより0-100km/h加速は市販型の11.1秒から7.4秒に短縮、最高速度は市販型の176km/hから212km/hに向上している。212km/hでのエンジン回転数は5,026rpmである。
サスペンションは姿勢保持と高速走行時の空力性能改善を目的とし空気バネ式を採用している。120km/hを超えると車高が40mm下がり、90km/hを切ると元に戻る。
車輪の回転と車体の加速度を感知するセンサーを持ち、スリップしている旨判断される場合にはスロットル開度を制御するアンチスリップ機構が装備されている。